# Сен-Феликс (Приморская Шаранта)
Сен-Фели́кс (фр. Saint-Félix) — коммуна во Франции, находится в регионе Пуату — Шаранта. Департамент коммуны — Шаранта Приморская. Входит в состав кантона Луле. Округ коммуны — Сен-Жан-д’Анжели.
Код INSEE коммуны — 17327.

## Население
Население коммуны на 2010 год составляло 310 человек.
| 1962 | 1968 | 1975 | 1982 | 1990 | 1999 | 2010 |
| ---- | ---- | ---- | ---- | ---- | ---- | ---- |
| 364  | 331  | 289  | 273  | 253  | 282  | 310  |